# Костел Святого Альфонса Родрігеса
Костел Святого Альфонса Родрігеса — пам'ятка архітектури необароко в с. Пеняки Золочівського району Львівської області. Збудований у 1924—1926 роках за проектом Вавжинця Дайчака на місці колишнього знищеного костела XVIII століття.

## Історія
Перша згадка про Пеняки походить з 1515 року, коли село було у власності львівського хорунжого Фридерика Гербурта, хоча місцевість була заселена ще у XI-ХІІІ століттях. Селище імовірно входило до бродівських маєтностей Гербуртів, що через вигасання родів, одруження перейшли до Конецпольських, Собеських, Радзивілів. За іншими гіпотезами Пеняки були родинним володінням роду Бєльських гербу Єліта чи їх заклав у 1735 році Ян Калиновський, чия донька Текля з чоловіком — надвірним коронним ловчим Антоном Бєльським — володіли селищем. У Пеняках, які належали до сасівської парафії, з середини XVIII століття діяла припалацова каплиця, яку передали УГКЦ після того, як згоріла церква.

Антон і Текля Бєльські у 1782 році, можливо, на місці давнішої спаленої церкви заклали костел, що став родинною усипальницею. Будівництво завершила у 1794 році їхня донька Анеля і її чоловік Ігнацій Мйончинський. Вони 14 жовтня 1814 року надали фундуш на закладення локальної капеланії, яку офіційно встановили 27 травня 1815 року і 31 жовтня офіційно спровадили о. Стефана Ступницького — вікарія із Залізців. Текля Мйончинська з Бєльських і її син Матеуш запросили у 1822 році єзуїтів. Ті у грудні 1822 року прибули і заклали свій місійний осередок, керуючи парафією до 1828 року. Їхня місія була закрита 19 січня 1853 року. Імовірно посвята костелу святому Альфонсу Родрігесу була пов'язана з перебуванням єзуїтів, які старанно підтримували культ поклоніння йому. У 1836 році в костелі встановили новий вівтар святого Альфонса. 1838 року розпочали будівництво нової плебанії, у 1839 році дахи наново перекрили, 1841 року закупили вітражі, 1845 року конфесіонал та орнати.

Старий костел у Пеняках до 1914 року

На 1888 рік у Пеняках утворили парафію РКЦ бродівського деканату, до якого наприкінці століття належало 10 селищ. Візитація 1910 року виявила потребу заміни підлоги, тинькування стін. У грудні 1914 року маєток Пеняки спалено і зрівняно з землею австрійськими військами в рамках репресивних заходів проти його власника — Тадеуша Ценського. У 1916 році проходили затяті бої вздовж річища Серету.

Оскільки костел не підлягав відновленню, то перші повоєнні роки богослужіння проходили у палаці. Завдяки зусиллям пробоща о. Францішка Войтуся було збудовано впродовж 1924—1925 років необароковий костел за проектом Вавжинця Дайчака. Будівництвом керував Кнік з Підкаменя під наглядом львівського архітектора Брунарського. Незавершений костел консекрував 14 грудня 1924 року бродівський декан о. Станіслав Краусс. Оздоблення костелу завершили влітку 1926 року. Хрестильницю виконав Владислав Мельнічек зі Львова. Головний та бічні вівтарі за ескізами Дайчака встановили у 1928 році. Їх та амвон, конфесіонали виконав Ян Войтович з Перемишлян, а ікону патрона костелу до головного вівтаря виконала Анеля Прушинська, як й інші ікони (образи́) вівтарів. У Бидгощі 1930 року придбали орган, 1931 року лави. Впродовж 1933—1934 років біля костелу збудували дзвіницю з трьома дзвонами фабрики Фельчинського з Калуша.

проект вівтаря для костелу. Худ. Я. Войтович. 1928

Після другої світової війни поляки виїхали до Польщі і костел закрили. Тривалий час святиня перебувала в стані руїни, було втрачено частину склепіння нави, але кілька років тому зусиллями сільської громади костел вдалося врятувати. Тепер проводиться його реставрація, у 2000-х роках перекрили дахи бляхою.

### Костел
Костел орієнтований по осі південь-північ. Він складається двопряслової нави та більш вузького прямокутного пресбітерію. По фасаду збудовано квадратну вежу з присінком на першому ярусі, присінком музичних хороів на другому. Вежу перекрито необароковим покриттям. З двох сторін пресбітерія примуровано прямокутні будівлі захристя і скарбниці. Наву перекрили бочарним склепінням з люнетами, решту приміщень хрестовими склепіннями. У костелі були головний вівтар св. Альфонса Родрігеса, бічні св. Валентина, Найсвятішого Серця Ісуса. Біля костелу крім дзвіниці з фігурним необароковим фронтоном встановлено скульптурну групу Матір Божа Непорочна зі святими Альфонсом Родрігесом та Яном Непомуцьким.